# 栗原大介
栗原 大介（くりはら だいすけ、1990年3月17日 - ）は、日本の元ラグビーユニオン選手。

## プロフィール
- 神奈川県藤沢市出身。
- 現役時代のポジションはロック(LO)、ナンバーエイト(No.8)、フランカー(FL)。
- 身長 182cm、体重 102kg
- ニックネームはだいすけ、DK。

## 略歴
15歳からラグビーを始めた。
2008年、湘南高校卒業後、慶應義塾大学に入学する。なお湘南高校時代、主将を務めた。
2011年、慶應義塾體育會蹴球部の副将に就任した。
2012年、慶應義塾大学卒業後、NTTコミュニケーションズシャイニングアークス(現・浦安D-Rocks)に加入。同年9月1日に行われたジャパンラグビートップリーグ第1節の東芝ブレイブルーパス戦に先発出場で公式戦初出場を果たす。
2014年、NTTコミュニケーションズシャイニングアークスの副将に就任した。
2022年、NTTドコモレッドハリケーンズ大阪(現・レッドハリケーンズ大阪)に加入。
2024年、現役を引退した。